# Hollströmska magasinet

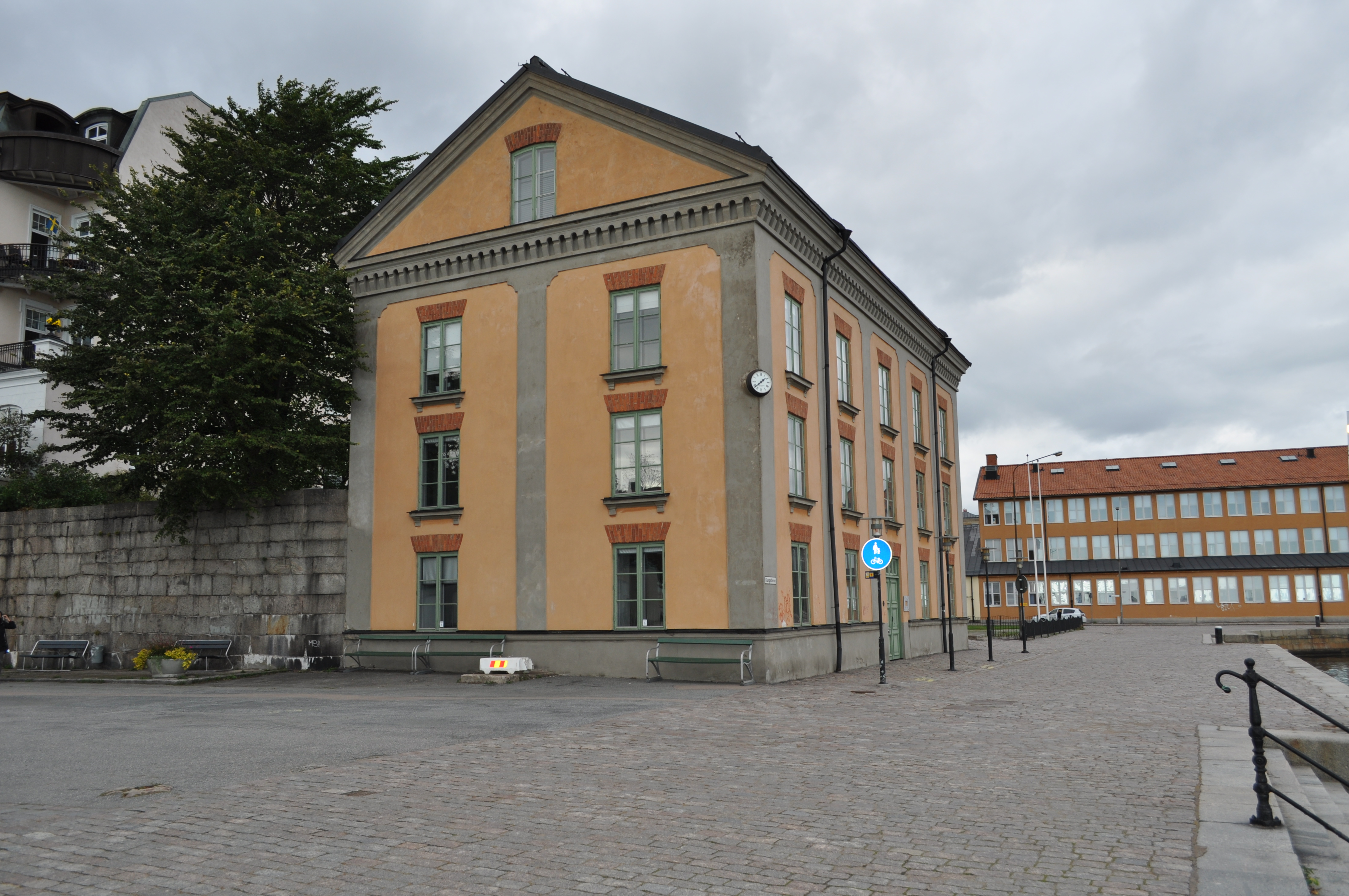
Hollströmska magasinet

Hollströmska magasinet är en byggnad i Karlskrona. Huset byggdes av den första ägaren, sjömilitiekommissarien Carl Hollström (1728–1803), som ägde större delen av kvarteret längst ner mellan Alamedan och Östra Prinsgatan, kvarteret Hästkvarnen. Det vackra magasinet byggdes 1783 och användes då till proviant och spannmål. 
Året efter sin pensionsavgång sålde Hollström sina tillgångar och ordnade ett storslaget bröllop för sin enda dotter och hennes kusin. Hon hade skött sin fars hushåll sedan hans tredje hustru gick bort 1775 och han överlämnade nu hela boet i sin mågs händer och bodde kvar i deras hem till sin död 1803. Då överläts "Hollströmska magasinet jämte tvenne bodar och en torkinrättning till Flottan under villkor att byggnaderna, då de för ändamålet ej vidare behövas, skola till staten återfalla".
Det vackra trevåningshuset i putsat tegel med fem fönsteraxlar och pilastrar under en tandsnittad taklist och plåttak förändrades och inreddes 1879 till rustkammare för Flottan och fungerade som sådant i mer eller mindre utsträckning under början av 1900-talet. I och med andra världskriget upptogs husets funktion som förråd igen, och det förblev så fram till att Örlogsbasen utrymde fastigheten 1978. 
Nu reser sig Hollströmska magasinet i nyvunnen glans som en av flera ståtliga byggnader längs Kungsbron. 1982 blev fastigheten byggnadsminnesförklarad.
Byggnaden är belägen inom riksintresseområde för kulturmiljövården: Karlskrona stad och befästningarna. Örlogsbasen omfattar de anläggningar som ligger vid Trossös södra strand. Denna del är bebyggd från öster till väster med kaserner, boställen och andra byggnader som verkstäder och förråd. Bebyggelsemiljön omfattar byggnader och anläggningar från 1600-talets slut till 1900-talet. Byggnaderna i den västra delen av området är monumentala och bildar en i stort intakt miljö som härstammar från varvets och basens arkitektoniska storhetstid under varvsamiralen Fredric Henric af Chapmans och överamiralen August Ehrensvärds verksamhetsperiod.

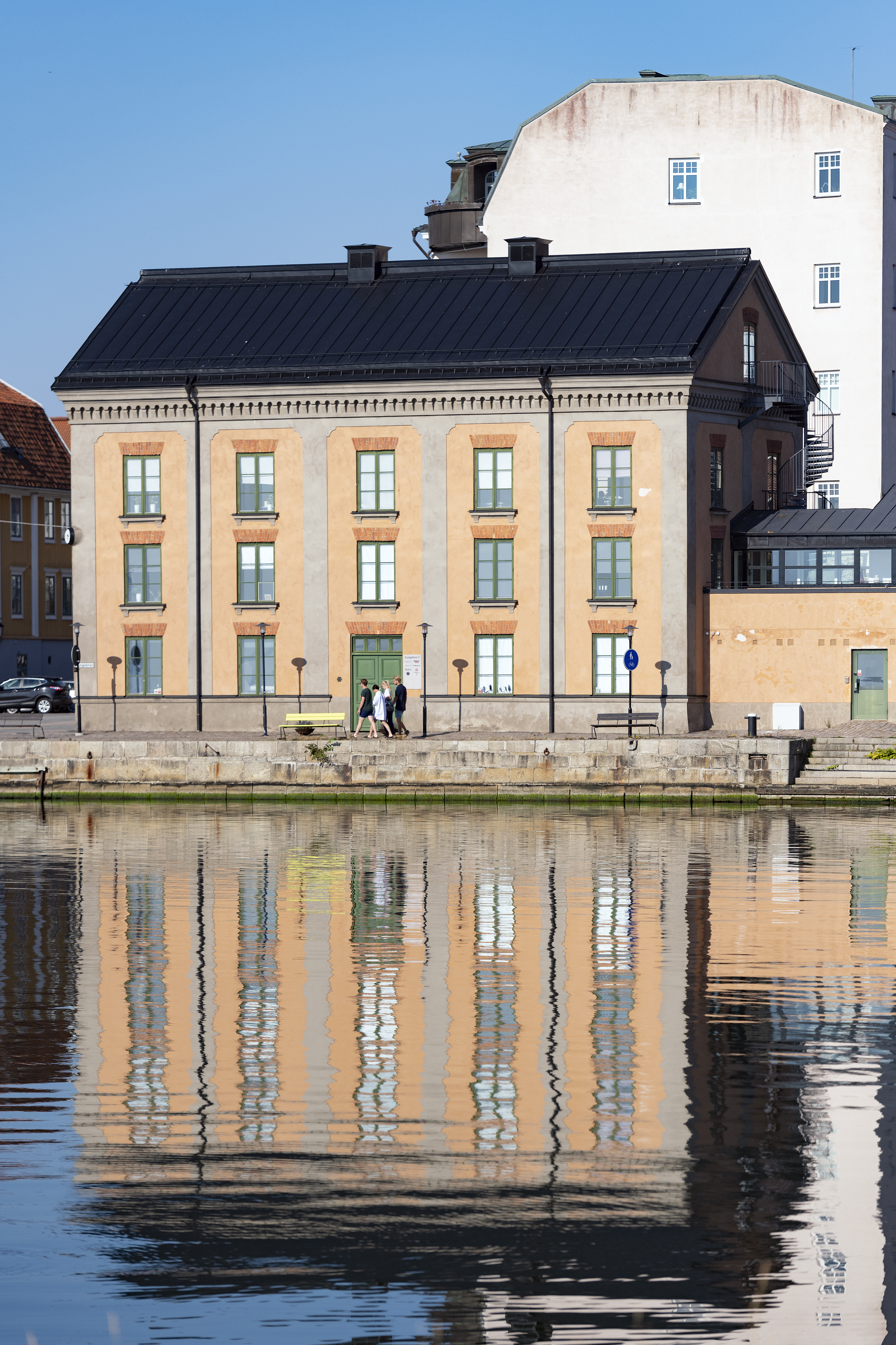
Hollströmska magasinet Karlskrona år 2020